# Javi López Castro
Francisco Javier López Castro, conocido como Javi López (Barcelona, 3 de marzo de 1964), es un exfutbolista y entrenador de fútbol.

## Biografía
Como jugador
Como futbolista jugó en el CF Damm, en el Unión Deportiva Fraga, Mérida Unión Deportiva, Yeclano CF, Villarreal CF, Racing de Ferrol, San Pedro y Club Deportivo Onda, donde empezaría su carrera como entrenador.
Como entrenador
Javi López entrenó al Club Deportivo Onda (temporadas 00/01 y 01/02), ascendiéndolo a Segunda B; y al Ciudad de Murcia (las primeras 11 jornadas de la temporada 02/03). Después pasó por el Novelda CF, lo que le ayudó a dar el salto y entrenar al Club Deportivo Castellón, donde contribuyó al ascenso del equipo a Segunda A pese a que fue destituido a finales de temporada. Más tarde, se hizo cargo de la Unión Deportiva Salamanca en la temporada 2005-2006, en la que consiguió ascender al equipo a Segunda División y continuó en ella la temporada siguiente, manteniendo la categoría con holgura. Terminada la temporada, abandonó el club charro.
En la temporada 2007/2008, López entrenó en Segunda División al recién descendido Club Gimnàstic de Tarragona. El lunes 7 de enero de 2008, fue destituido después de los malos resultados que contraía con el Nàstic (el equipo catalán era 17º tras 19 jornadas).
A principios de 2009, el técnico barcelonés sustituyó a Manix Mandiola en el Deportivo Alavés, logrando mejorar los resultados (promedió un punto por partido) pero sin poder evitar el descenso del conjunto vasco a la Segunda División B.
Para la temporada 2009/2010, López firmaría con el Recreativo de Huelva en el retorno del Decano a la Liga Adelante. El 30 de noviembre de 2009, López fue cesado en sus funciones por el Recreativo por el mal juego y unos resultados no esperados, que llevaron al equipo de los puestos de ascenso a la zona templada de la clasificación.
Durante la temporada 2010/11, Javi López entrenó al Xerez CD, otro recién descendido. El equipo andaluz tuvo un comienzo irregular en la Segunda División, alternando victorias con derrotas. A media temporada llegó a estar en puestos de play-off de ascenso, pero luego entró en una mala racha, acabando octavo. Finalmente, López decidió no continuar en la entidad azulina.
En la temporada 2011-12, Javi López volvió a los banquillos: El FC Cartagena le contrató después de destituir a Paco López en la 4.ª jornada. No obstante, fue destituido a finales de año tras no lograr culminar la reacción apuntada tras dos victorias consecutivas.
En la temporada 2013-14, después de ser destituido Ricardo Rodríguez en la 18.ª jornada, Javi López fue contratado por el Girona FC para lo que restaba de campaña. No llegó a cumplir su contrato, pues fue despedido tras 11 jornadas al frente del equipo catalán, logrando una victoria, 6 empates y 4 derrotas.
En noviembre de 2014, firmó como entrenador del Celta "B" hasta final de temporada. El club que preside Carlos Mouriño anunció la destitución del técnico del filial, siendo sustituido por Javi López. El 17 de marzo de 2015, fue cesado como técnico del Celta "B", debido a los malos resultados (sumó 15 puntos de 48 posibles).
En junio de 2018, volvió a los banquillos de la mano del Club Deportivo Lugo. Sin embargo, fue despedido el 28 de octubre de 2018, después de solamente 11 jornadas de Liga, dejando al equipo gallego como 15º clasificado, y regresó a la secretaría técnica del Real Sporting de Gijón dirigida por Miguel Torrecilla.
En junio de 2021, acompañó a Miguel Torrecilla al Real Zaragoza, hasta la destitución de este último en noviembre de 2022.

## Clubs

### Como jugador
| Club                      | País   | Año |
| ------------------------- | ------ | --- |
| CF Damm                   | España |     |
| Unión Deportiva Fraga     | España |     |
| Gandia                    | España |     |
| Mérida Unión Deportiva    | España |     |
| Yeclano Club de Fútbol    | España |     |
| Villarreal Club de Fútbol | España |     |
| Racing Club de Ferrol     | España |     |
| San Pedro                 | España |     |
| Club Deportivo Onda       | España |     |

### Como entrenador
| Club                            | País   | Año       | P  | PG | PE | PP | % v.  |
| ------------------------------- | ------ | --------- | -- | -- | -- | -- | ----- |
| Club Deportivo Onda             | España | 2001-2002 | 8  | 2  | 0  | 6  | 25    |
| Club de Fútbol Ciudad de Murcia | España | 2002-2003 | 13 | 7  | 3  | 3  | 53.85 |
| Novelda Club de Fútbol          | España | 2003-2004 | 38 | 15 | 10 | 13 | 39.47 |
| Club Deportivo Castellón        | España | 2004-2005 | 36 | 15 | 11 | 10 | 41.67 |
| UD Salamanca                    | España | 2005-2007 | 86 | 40 | 22 | 24 | 46.51 |
| Club Gimnàstic de Tarragona     | España | 2007-2008 | 20 | 5  | 5  | 10 | 25    |
| Deportivo Alavés                | España | 2009      | 19 | 5  | 4  | 10 | 26.32 |
| Recreativo de Huelva            | España | 2009      | 17 | 7  | 3  | 7  | 41.18 |
| Xerez CD                        | España | 2010-2011 | 46 | 20 | 9  | 17 | 43.48 |
| FC Cartagena                    | España | 2011      | 14 | 2  | 7  | 5  | 14.29 |
| Girona FC                       | España | 2013-2014 | 11 | 1  | 6  | 4  | 9.09  |
| Real Club Celta de Vigo "B"     | España | 2014-2015 | 17 | 4  | 3  | 10 | 23.53 |
| Club Deportivo Lugo             | España | 2018      | 13 | 5  | 3  | 5  | 38.46 |